# 欧陽予倩
欧陽 予倩（おうよう よせん、1889年5月12日—1962年9月21日）は、中華民国·中華人民共和国の劇作家、俳優。湖南省瀏陽県出身。

## 経歴
1889年5月12日、湖南省瀏陽県に生まれた。東京振武学校·明治大学·早稲田大学卒業。1907年日本滞在中に春柳社に加わる。辛亥革命後帰国し、引き続き春柳社に参加。春柳社解散後は、広東戯劇研究所（広州）、広西芸術館（桂林）などで演劇（話劇）活動を続ける。また京劇俳優としても活躍する。1920年代後半からは映画監督、脚本家としても活動した。
中華人民共和国建国後1950年4月、中央戯劇学院院長（逝去まで）。中国文学芸術界連合会副主席。中国戯劇家協会副主席。中国舞踏家協会主席。第一期中国人民政治協商会議委員。第一期·第二期全国人民代表大会代表。1962年9月21日、73歳で北京にて死去。

## 家族
- 祖父：欧陽中鵠
- 父：欧陽力耕
- 母：劉倚霞
- 妻：劉韻秋
- 子：欧陽山尊